# Schneckenbohrtechnik

Bohrgerät für Schneckenbohrpfähle

Bohrschnecke

Die Schneckenbohrtechnik, auch bekannt als Schneckenortbeton (SOB), ist ein Verfahren der Bohrpfahlgründung. Mit Pfahl- und Bohrpfahlgründungen können die Lasten von Tragwerken in tiefere, tragfähige Bodenschichten abgetragen werden. Pfahlgründungen in Schneckenbohrtechnik sind gegenüber der herkömmlichen Ramm- und Bohrpfahltechnik besonders erschütterungs- und lärmarm und eignen sich daher auch für den dicht bebauten innerstädtischen Bereich oder in der Umgebung von schwingungsempfindlichen Produktionsanlagen. Da Schneckenbohrpfähle unverrohrt – also ohne Rohre, die vorher in die Bohrlöcher eingebracht werden müssen – direkt auf der Baustelle hergestellt werden, können ungeplante Änderungen im Vergleich zu verrohrten Bohrsystemen relativ einfach umgesetzt werden.
Die Herstellung eines Schneckenbohrpfahls erfolgt in der Regel in vier Phasen:
- Phase I: Die hohle Endlosbohrschnecke wird erschütterungsfrei in den Boden eingeschraubt.
- Phase II: Die Bohrung wird durchgeführt und permanent überwacht. Die Bohrtiefe, und damit die Länge des Bohrpfahls, kann in dieser Phase noch problemlos variiert werden.
- Phase III: Nach Erreichen der Solltiefe wird Beton unter hohem Druck durch die hohle Bohrschnecke in das Bohrloch gepumpt. Der eingepumpte Beton drückt die Bohrschnecke ohne Drehung nach oben.
- Phase IV: Nach dem Entfernen des an der Oberfläche angehäuften Bohrgutes wird die Anschlussbewehrung in den noch frischen Beton eingerüttelt.

Als neuere Variante kann auch Stahlfaserbeton eingepumpt werden, das erübrigt das Einrütteln der Bewehrung und garantiert eine gleichmäßige Pfahlqualität.
Es ist mit diesem Herstellungsverfahren auch möglich, verankerte Pfahlwände herzustellen.